# Conroy Point
Der Conroy Point ist eine Landspitze an der Nordküste von Moe Island im Archipel der Südlichen Orkneyinseln.
Das UK Antarctic Place-Names Committee benannte die Landspitze 1974 nach dem britischen Ornithologen James William Henry Conroy (* 1943), der von 1967 bis 1968 auf Signy Island tätig war.